# Sekitori
Un sekitori (関取) est un lutteur de sumo (ou rikishi) classé dans l'une des deux premières divisions du classement : makuuchi et jūryō.
En 2024, il y a 70 sekitori. Les avantages d'être sekitori par rapport à être classé dans les divisions inférieures (makushita, jonokuchi, jonidan et sandanme) sont :
- de recevoir un salaire,
- d'avoir son propre club de supporteurs,
- de porter des kimonos de qualité,
- d'avoir une pièce privée dans son écurie (部屋, heya?, club de rikishi),
- de se marier et alors de vivre loin de l'écurie,
- d'avoir des tsukebito (付け人?, des lutteurs de divisions inférieures à son service),
- de porter un mawashi (ceinture de combat) en soie avec des sagari (下がり?, ficelles d'ornement) solides durant les combats des tournois,
- de participer à la cérémonie d'entrée sur le ring (土俵入り, dohyō-iri?), et de porter pour l'occasion un mawashi de cérémonie appelé keshō-mawashi (化粧廻し?),
- d'être coiffé avec un chonmage de style ōichō (大銀杏?) plus élaboré pour les occasions importantes,
- d'obtenir sa place dans l'association de sumo pour un sekitori de longue date.

Littéralement, « sekitori » signifie « avoir franchi la barrière » car seul un faible pourcentage de lutteurs de sumo atteignent ce niveau.
Les sekitori effectuent quinze combats par tournoi (honbasho), contre seulement sept pour les quatre divisions inférieures.